# Harpohits!
Harpohits! är ett samlingsalbum av den svenska popartisten Harpo, utgivet 1997 på skivbolaget EMI. I anslutning till skivan utgavs singeln Christmas.

## Låtlista
Där inte annat anges är låtarna skrivna av Harpo.
1. "Christmas"
2. "Honolulu"
3. "Sayonara" (Harpo, B. Palmers)
4. "Baby Boomerang" (Harpo, B. Palmers)
5. "Teddy Love" (Harpo, B. Palmers)
6. "Moviestar"
7. "Motorcycle Mama" (Harpo, B. Palmers)
8. "Horoscope"
9. "Rock 'n' Roll Clown" (Harpo, B. Palmers)
10. "Smile" (C. Chaplin, J. Turner, G. Parsons)
11. "In the Zum-Zum-Zummernight"
12. "Television"
13. "San Franciscan Nights" (E. Burdon, V. Briggs, J. Weider, B. Jenkins, D. McCulloch)
14. "L.A.(Los Angeles)"
15. "Suzy, I Turn to Suzy"
16. "She Loves It Too!"
17. "Down at the Club"
18. "Lycka"
19. "When You're Gone"